# نیژنیه کارامالی (شهرستان یرمکیفسکی، باشقیرستان)
نیژنیه کارامالی (انگلیسی: Nizhniye Karamaly, Yermekeyevsky District, Republic of Bashkortostan) یک شهرک در شهرستان یرمکیفسکی استان باشقیرستان کشور روسیه است.